# Вавжинец де Прессен
Вавжинец (Лоренц, Лаврентий) де Прессен ( нем. Lorenz von Pressen) — австрийский военный врач, в 1785–1805 годах начальник службы здравоохранения (протомедицины) Галицкой части Королевства Галиции и Лодомерии, декан медицинского факультета (1788-1793) и ректор Львовского университета в 1794-1795 и 1806-1807 годах. В 1795 году был избран членом Галицкого научного консенсуса.
Почётный гражданин города Ярослава (1859, Польша).